# Le Ly Hayslip
Le Ly Hayslip, född 19 december 1949 som Phùng Thị Lệ Lý i Ky La, en by nära Da Nang, är en vietnamesisk-amerikansk författare. Hon är mest känd för sin självbiografiska roman "Himmel och jord" (When heaven and earth changed places, 1989) som utkom på svenska 1994. Hon har berättat mer om sitt live i Child of War, Woman of Peace, som utkom 1993 i USA (ej översatt till svenska). Romanerna har även filmatiserats 1993 som "Heaven and Earth" med Oliver Stone som regissör.
Le Ly Hayslip har grundat välgörenhetsorganisationen "East Meets West Foundation" för att hjälpa folket i hennes första hemland.